# Чертова, Надежда Васильевна
Надежда Васильевна Чертова (1903—1989) — советская писательница и журналист.

## Биография
Родилась в селе Державино Оренбургской губернии 17 (30) сентября 1903 года. Детство и юность прошли в селе Грачевка. В 1919 году окончила единую трудовую школу в Бузулуке. В 1921—1922 гг. состояла членом бюро Бузулукского Укома РКСМ и бойцом ЧОНа.
В 1923-1926 годах была на комсомольской и партийной работе в Самаре, затем переехала в Сибирь. Её журналистская деятельность началась в 1922 году. С августа 1926 года сотрудничала в газете «Рабочий путь» (Омск) и «Советская Сибирь» (Новосибирск). В 1928—1930 годах работала в журнале «Сибирские огни». В 1930 году была опубликована её первая повесть «Горькая пена».
В 1931 году переехала в Москву, где в 1934 году стала членом Союза писателей СССР. Работала в правлении Союза писателей, в издательстве «Советский писатель», участвовала в создании журналов «Колхозник» и «Советская женщина». В 1955—1959 годах была заместителем председателя правления Московского отделения Союза писателей СССР. Награждена орденом «Знак Почёта».
Известны её повести «Сухореченские сёстры» и «Саргассово море», воспоминания о М. Горьком, Н. Островском, Л. Сейфуллиной. Произведения Н. В. Чертовой издавались и за рубежом: во Франции, в Чехословакии, в Болгарии.
Умерла в 1989 году.